# Nicolaas Beetslaan 14 (Baarn)
De vrijstaande woning aan de Beetslaan 14 is een villa in de wijk Pekingpark van Baarn in de provincie Utrecht. Het gebouw staat aan de Beetslaan.
In de woonkamer is de in een nis gebouwde schouw.